# Aissa Edon
Aissa Edon est une sage-femme française d'origine malienne vivant à Londres et engagée dans la lutte contre les mutilations génitales. Sa fondation, « The Hope Clinic », la clinique de l’espérance, à Londres, participe à faire connaître son combat. Elle conseille et aide celles, qui, comme elle, ont subi les mêmes violences.
En 2015, elle est lauréate de la liste 100 Women dressée par la BBC.

## Biographie
Edon est victime de mutilations génitales lorsqu'elle a 6 ans. Elle raconte qu’elle se souvient de tout, l’endroit, l’odeur, la peur, le sang, la douleur. Sa sœur aînée a subi ces mêmes violences. Adoptée par une famille française, elle a pu être prise en charge pour les complications afférentes à ce type de mutilations : douleurs pendant de longs mois, infections urinaires et surtout, tous les problèmes psychologiques associés. Edon dit ne plus supporter la vue d’une lame de rasoir et s'être senti longtemps coupable de ce qui était arrivé à sa sœur.